# DataNature
DataNature（データネーチャー）は、株式会社NTTデータNJKが開発したビジネスインテリジェンス（Business Intelligence, BI）分野のパッケージソフトウェア、BIツールである。

## 概要
基幹システムなどの業務データ（CSV形式）を読み込むと操作用のボタンが自動的に生成され、そのボタンを押すだけの簡単な操作で、集計表やグラフを作成したり、データの検索や分析を行うことができる、ビジネス用のデータ活用を目的としたソフトウェア製品である。
1996年には財団法人ソフトウェア情報センターから「ソフトウェア・プロダクト・オブ・ザ・イヤー’96(ビジネス・アプリケーション分野)」を受賞。
2014年には一般社団法人コンピュータソフトウェア協会が制定している「パッケージソフトウェア品質(PSQ)認証」の審査に合格し、認証を取得している。

## 製品
2016年5月現在、企業規模や運用目的に応じた5つの製品がある。
- DataNature Smart Personal

スタンドアローン環境で動作する中小企業やSOHOなど小規模向け製品で、ネットワーク接続せずに利用できるBIツール。
- DataNature Smart

クライアントサーバ環境で動作する中堅企業から大企業向け製品で、複数の人が同時に利用できるBIツール。
- DataNature Smart Basic

DataNature Smartの廉価版。操作性や特長あるクライアント機能はそのままに、サーバー管理ツールの一部機能をオプション化することで、初期投資を大きく下げるリーズナブルな製品価格を実現。
- DataNature Smart データ抽出ツール

ボタンを押すだけでRDBデータを抽出して、誰でも簡単にデータ活用が可能。
- DataNature Smart for 奉行

「商奉行、蔵奉行シリーズ」のデータをすぐに集計・活用できるテンプレート付きの中小企業向けBIツール。